# باري جونز
باري جونز (بالإنجليزية: Barry Jones)‏ (و. 1932 – م) هو مهندس، وسياسي، ومحامي، من أستراليا، ولد في غريلونغ، هو عضوٌ في حزب العمال الأسترالي.

## مناصب
تولى منصب عضو الجمعية التشريعية فيكتوريا.

## التعليم
تعلم في Melbourne High School ‏.

## جوائز
حصل على جوائز منها:
- وسام أستراليا.